# Mout

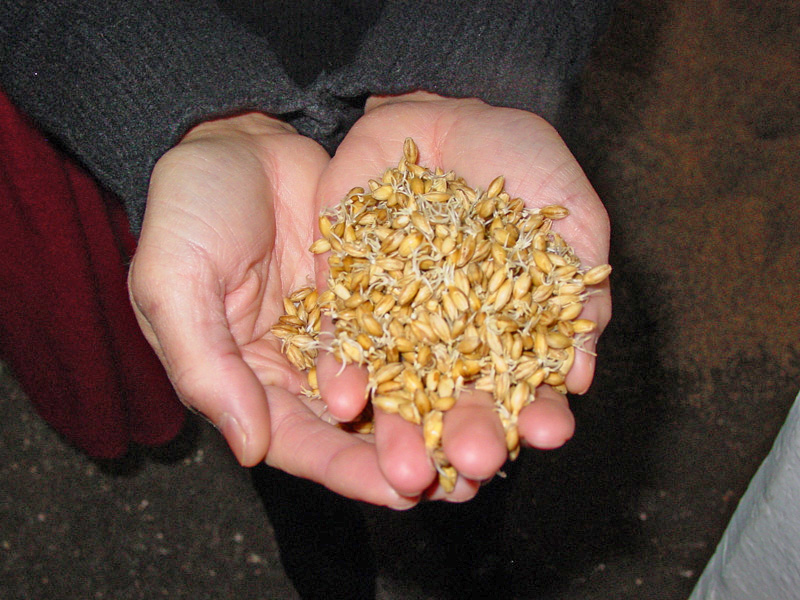
Ontkiemde graankorrels

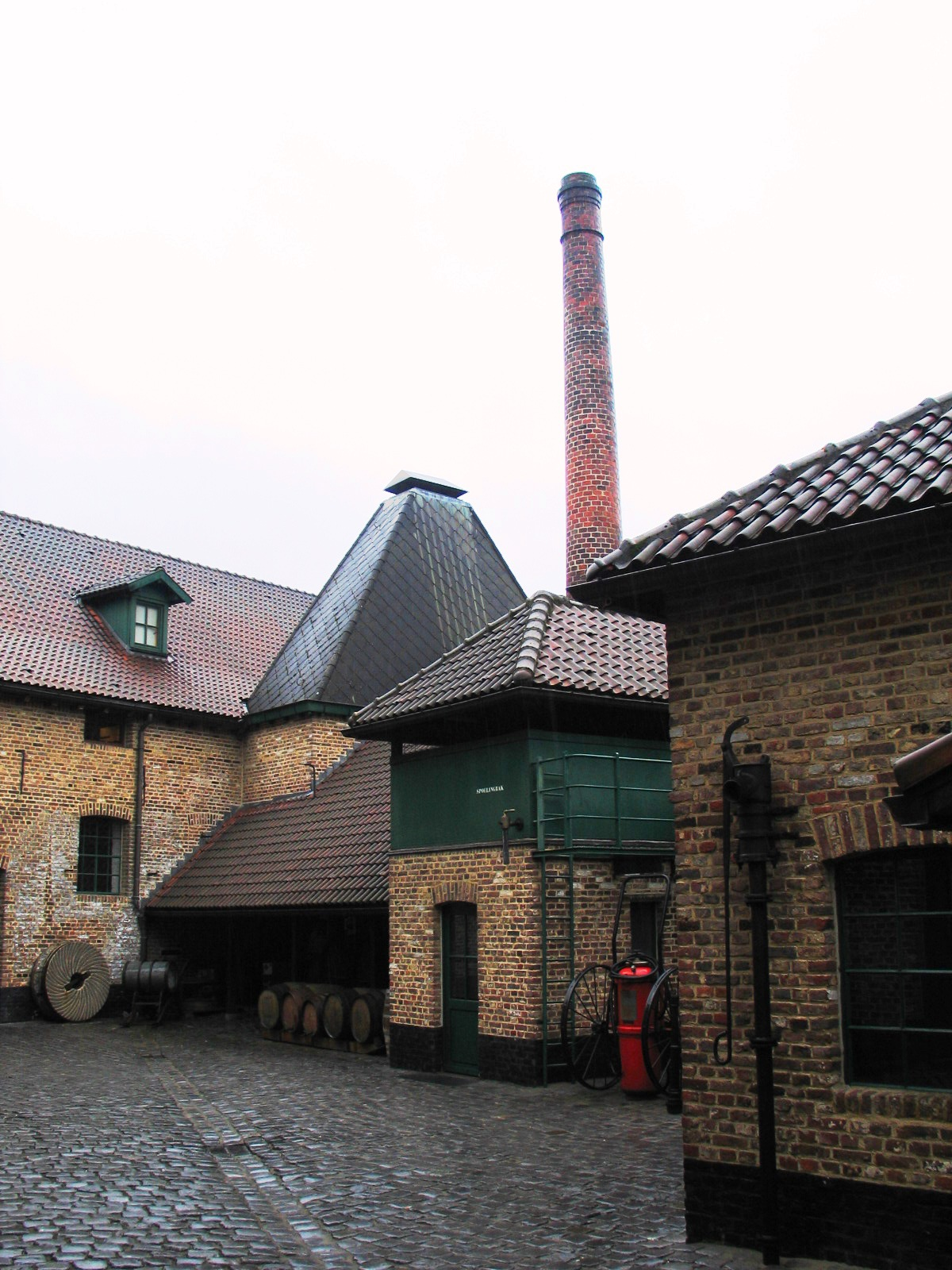
Mouttoren (met piramidevormig dak) van het Nationaal Jenevermuseum Hasselt (8 maart 2006)

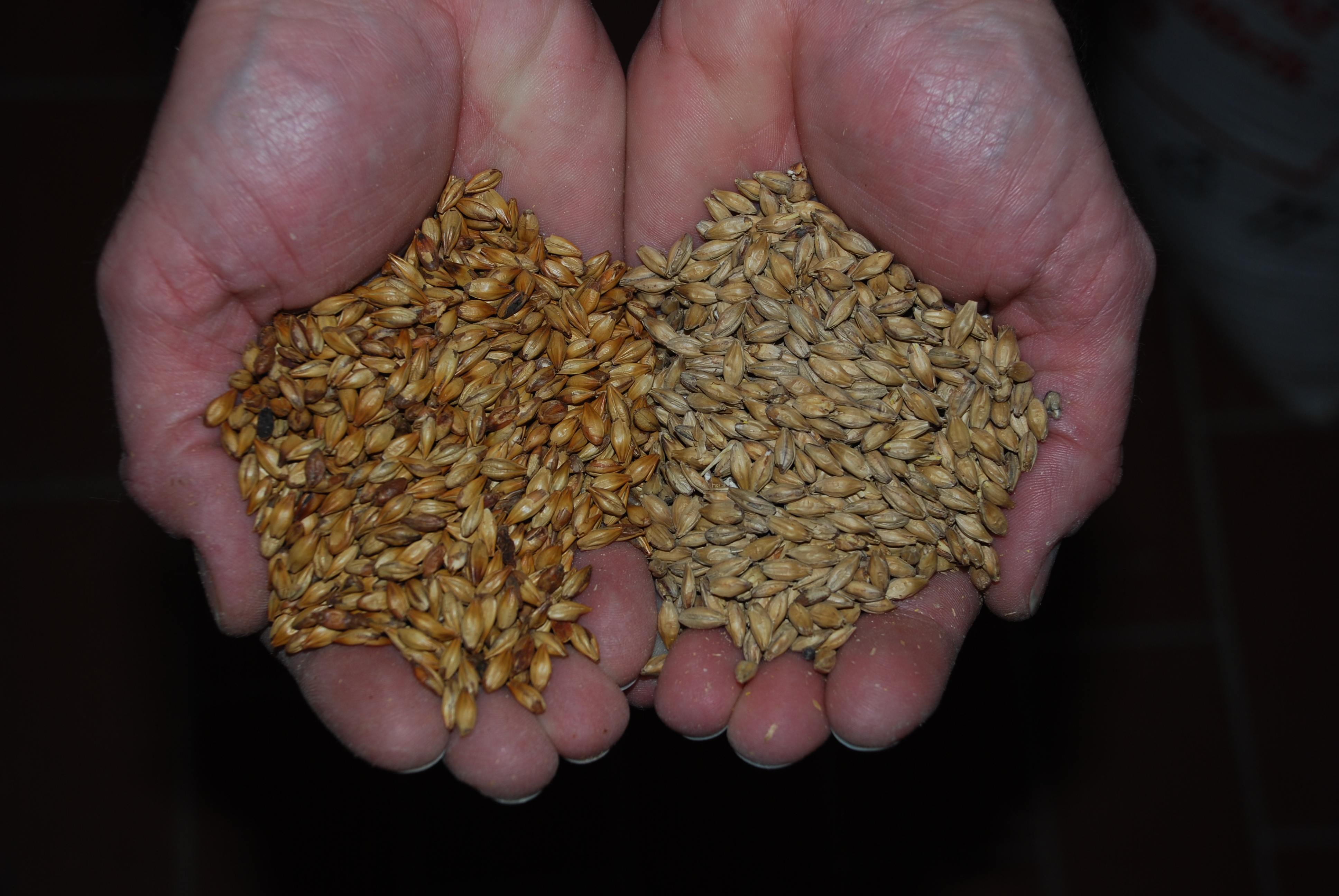
Rode en normale mout

Mout is ontkiemd en daarna gedroogd graan. Het is een grondstof voor met name bier, jenever en whisky en voor sommige voedingsmiddelen.
Het meest gebruikte graan voor het maken van mout is gerst en dan in het bijzonder brouwgerst dat een laag eiwitgehalte heeft, hoewel in principe alle graansoorten en ook boekweit in aanmerking komen. Gerst wordt verkozen omdat het een uitstekende samenstelling aan enzymen heeft en omdat door het specifieke kafvliesje van gerst de blad- en wortelkiem beter beschermd zijn dan bij andere graansoorten.

## Mouten
Het productieproces van mout is mouten en vindt plaats in een mouterij waar graankorrels ontkiemen en vervolgens gedroogd worden. Bij het ontkiemen van het graan ontstaan er enzymen die het zetmeel uit het graan gedeeltelijk omzetten in vergistbare suikers. Als de gewenste verhouding tussen enzymen en zetmeel is bereikt, wordt het ontkiemingsproces gestopt en het zo ontstane groenmout gedroogd (het zogenaamde eesten). Later in het brouwproces, tijdens het maischen, wordt het zetmeel verder omgezet in suikers en die worden op hun beurt gedeeltelijk omgezet in alcohol.
Er bestaan verschillende soorten mout. Deze verschillen zijn afhankelijk van de droogmethode: hoe langer de verhitting en hoe hoger de temperatuur, hoe donkerder het mout (en vervolgens ook het bier) zal worden. Dit wordt gemeten in EBC, waarbij de kleur van het malt vergeleken wordt met de kleur die ontstaat bij verschillende concentraties jodium in water.

## Soorten
Hieronder een lijst van enkele moutsoorten.
- Ambermout (55-65 EBC) is zo genoemd vanwege de kleur. Ambermout wordt langzaam gedroogd op een temperatuur van 140-150 °C. Vaak (niet altijd) is ambermout ook een vorm van broeimout, wat inhoudt dat het tijdens het ontkiemingsproces niet gekoeld wordt. Tijdens het gehele moutproces verdwijnen de meeste enzymen uit deze moutsoort. Hierdoor is het niet mogelijk om enkel ambermout te gebruiken voor het brouwen. Ambermout geeft het bier een droge en biscuitachtige smaak. Om het te maken wordt veelal wintergerst gebruikt.
- Broeimout (30-40 EBC) is een soort mout dat tijdens het ontkiemingsproces niet gekoeld wordt. Hierdoor loopt de temperatuur behoorlijk op, waardoor deze moutsoort niet altijd meer gedroogd hoeft te worden. Al tijdens het ontkiemingsproces kleurt dit mout donker door de hoge temperatuur. Ook wordt het meellichaam, dat het zetmeel en het eiwit bevat, grotendeels afgebroken. Tijdens het mouten gaan bovendien veel enzymen verloren, waardoor het niet mogelijk is met enkel broeimout bier te brouwen.
- Chocolademout (1100-1300 EBC) is pils- of lagermout dat geroosterd wordt op 225 °C. Alle enzymen denatureren tijdens het roosteren, waardoor het altijd vermengd dient te worden met andere moutsoorten voor het brouwen. Chocolademout wordt gebruikt als smaakmaker en voor de donkere kleur van stout en donkere ales. Het geeft het bier een droge, biscuitachtige smaak.
- Destillatiemout wordt speciaal voor destilleerderijen geproduceerd. Voor de productie van sterkedrank is een vereiste dat het mout tijdens de vergisting zo veel mogelijk alcohol afgeeft. Daarom wordt de temperatuur tijdens het ontkiemen en het drogen zo laag mogelijk gehouden, opdat er zo veel mogelijk enzymen bewaard blijven in het meellichaam.
- Groenmout is mout dat na de ontkieming nog niet gedroogd is. Omdat er in groenmout nog veel enzymen zitten die anders tijdens het drogen verdwenen zouden zijn, wordt het later in het brouwproces (tijdens het maischen) nog weleens toegevoegd. Hierdoor kan er ook meer ongemout (de benaming voor ongemoute granen) toegevoegd worden, zodat de smaak kan worden aangepast. Groenmout is een dagvers product dat snel bederft.
- Karamelmout of aromamout (90-150 EBC) wordt gedroogd op 175 °C en heeft een lichtbruine kleur. Het geeft het bier een volle, moutachtige smaak.
- Kristalmout (90-175 EBC) is groenmout dat zonder drogen meteen geroosterd wordt. Dit gebeurt in twee stadia, waardoor nauwkeurig bepaald kan worden welke kleur het krijgt. Kristalmout wordt door andere moutsoorten gemengd, voor de kleur en om het bier een zoetere smaak te geven. Het wordt voornamelijk gebruikt voor lager, pils en ales.
- Lagermout (2,5-3 EBC) lijkt op pilsmout (zie hieronder) maar wordt net even anders gedroogd, waardoor het iets lichter is. Lagermout kan als basis voor andere moutsoorten gebruikt worden.
- Münchenermout (8-30 EBC) wordt voornamelijk gebruikt voor Duitse bieren. Het wordt gedroogd bij 100 °C en wordt hierdoor lichtelijk gebruind. Hoewel dit op de kleur van het bier niet veel meer effect heeft dan bijvoorbeeld lagermout of pilsmout, is deze moutsoort wel een stuk aromatischer en geeft het bier een moutachtigere smaak. Meestal wordt voor Münchermout zomergerst gebruikt. Deze moutsoort dankt zijn naam aan de stad München, waar het voor de daar geproduceerde bieren veelvuldig gebruikt wordt.
- Pale mout (5-14 EBC) is een soort broeimout en lijkt veel op pilsmout. Het wordt gebruikt voor het brouwen van ale zoals dat op de Britse eilanden veel gedronken wordt.
- Vienna mout (6-8 EBC) om te bleke mout te corrigeren en verbetert de volmondigheid. Geeft licht amberbier.
- Pilsmout (2,5-4 EBC) is een lichte moutsoort die gebruikt wordt voor de bereiding van pils. Pilsmout wordt ook wel als basis voor andere moutsoorten gebruikt, bijvoorbeeld door het te roosteren of te roken.
- Rookmout (8-30 EBC) wordt gedroogd boven een open vuur waardoor het mout een typische scherpe rokerige smaak krijgt. In het geval van turfmout, ook wel whiskymout, wordt dit vuur gestookt van turf, voor een houtvuur wordt wel vochtig beukenhout gebruikt. Hoewel bier van enkel rookmout gebrouwen zou kunnen worden, wordt het voor de smaak vaak gemengd met andere moutsoorten om het bier milder te laten zijn. Voorbeeld van een bier gemaakt met rookmout is porter. Ook worden er in het Duitse Bamberg nog een aantal bieren met rookmout bereid.
- Witmout wordt gedroogd in de buitenlucht in de zon. Hierdoor ontstaat een heel lichte moutvariant, dat ook wel gebruikt wordt voor het maken van witbier (maar lang niet altijd). Er bestaat het risico dat het groenmout bederft voordat het op deze wijze gedroogd is.
- Zuurmout wordt tijdens het mouten langer geweekt waardoor er melkzuur in het mout ontstaat. Dit is interessant indien er bij het brouwen hard water gebruikt wordt. Men zou ook melkzuur toe kunnen voegen tijdens het brouwen, ware het niet dat het reinheitsgebot het verbiedt middelen toe te voegen.
- Zwartmout (1200-1600 EBC) heeft als basis lager- of pilsmout, dat bij een zeer hoge temperatuur (hoger dan 200 °C) wordt geroosterd, waardoor het een zeer donkere kleur heeft. De moeilijkheid hierbij is dat het niet mag verkolen. Door deze hoge temperatuur zitten er geen enzymen meer in het mout en ook zal het suiker niet om worden gezet in alcohol omdat het gekaramelliseerd is. Het wordt in zeer kleine dosis meegebrouwen om het bier een specifieke smaak en kleur te geven en wordt voornamelijk gebruikt voor het brouwen van stout. Door het roosteren heeft het een branderig aroma en smaak.